# Esquena d'ase
Esquena d'ase o serrera en arquitectura s'utilitza per indicar diferents estructures amb doble pendent més o menys simètric, com ara l'acabament d'un mur amb un doble rengle de teules, el carener d'una coberta de doble pendent, el joc d'inclinacions transversals que es dona, en una recta d'una carretera o d'un carrer, entre les dues vores de la calçada, per a desguassar l'aigua de pluja o en ponts formats d'arcs apuntats que li donen un fort pendent al seu punt central. Els ponts d'esquena d'ase són construccions posteriors al segle xiv i que van continuar edificant-se fins al segle xviii. Al món ferroviari, en una estació de classificació es diu esquena d'ase per a un canvi de rasant en la via d'entrada al feix des d'on hom deixa anar els vagons cap a la via que calgui. En la construcció viària, s'utilitza per a un cert tipus de reductor de velocitat.

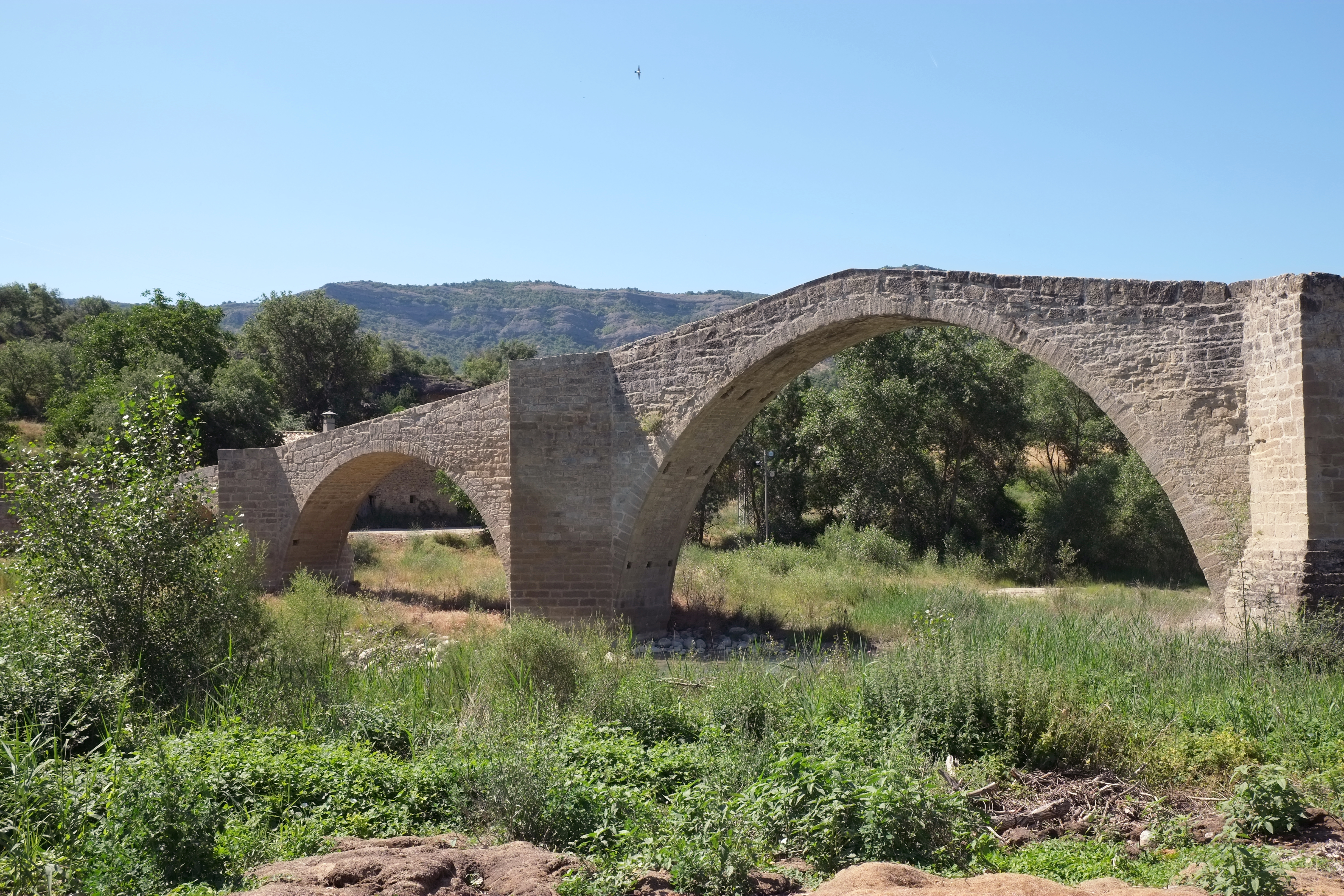
Pont de Capella (Ribagorça) amb perfil d'esquena d'ase
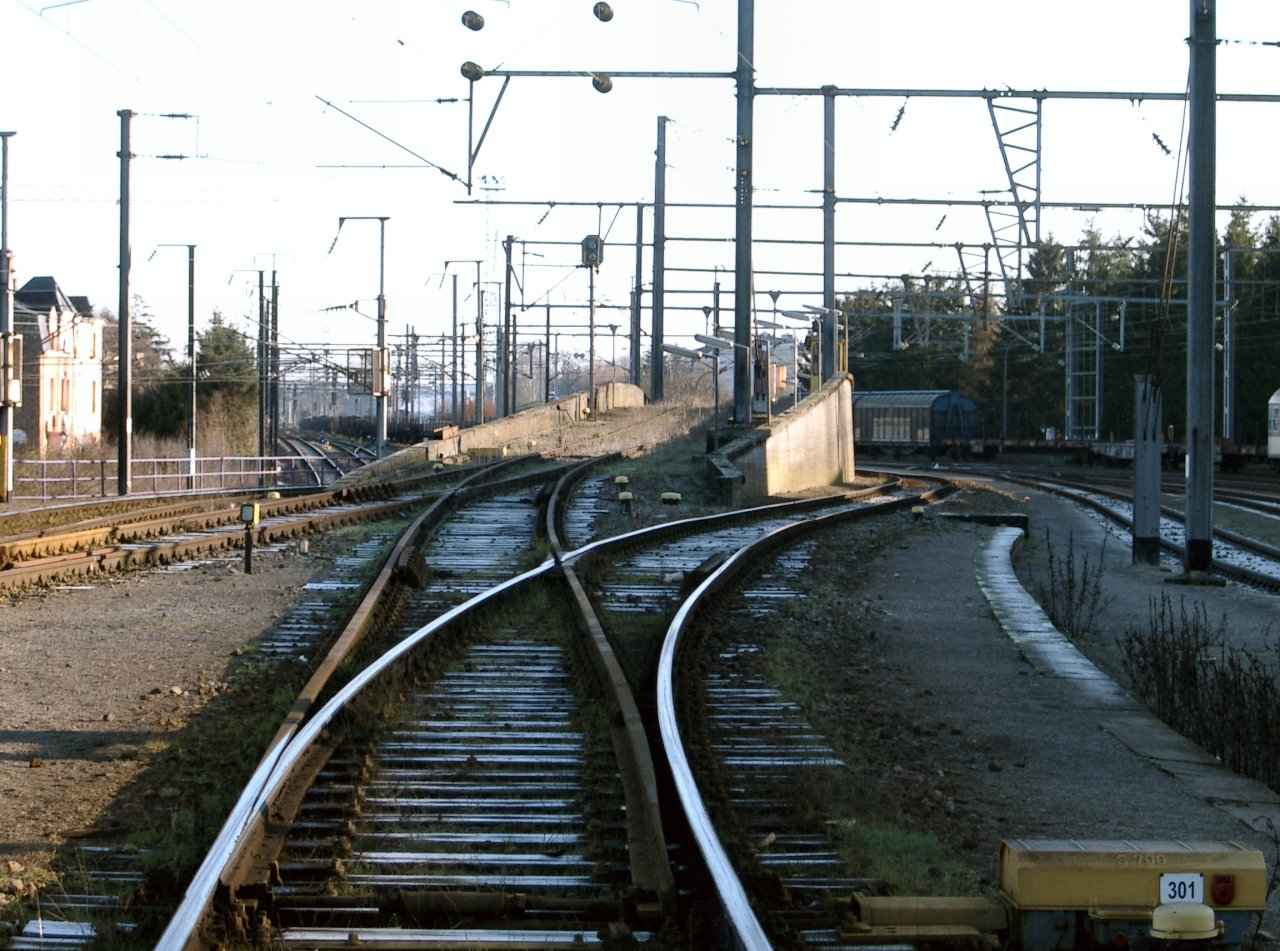
Esquena d'ase a l'estació de classificació de Petingen (Luxemburg)